# 전주 이씨 광평대군파 묘역
전주 이씨 광평대군파 묘역(全州 李氏 廣平大君派 墓域)은 광평대군 일가 등 종문 700여기의 묘소가 있는 곳이다. 1981년 2월 5일 서울특별시의 유형문화재 제48호로 지정되었다.

## 개요
광평대군묘역에는 세종의 다섯째 아들인 광평대군과 그의 부인 영가부부인(永嘉府夫人) 신씨(申氏)의 묘를 비롯하여 태조의 아들인 무안대군(撫安大君) 방번(芳蕃), 그리고 광평대군의 아들인 영순군(永順君)을 비롯한 종문 700여기의 묘소가 같이 있다. 또한 이 곳은 종가 재실(齋室)의 오랜 가옥이 있는 공동묘역으로서, 이 때문에 마을을 궁말[宮村]이라고 부르기도 한다.
광평대군의 이름은 여(璵), 자는 환지(煥之), 호는 명성당(明誠堂)으로, 세종 7년(1425년) 5월에 탄생하였다. 세종 14년(1432년) 정월에 광평대군으로 봉해졌으며, 5년 후에는 세종의 명으로 후사가 없는 공순공[恭順公, 후의 장혜(章惠)] 방번의 봉사손(奉祀孫)으로 제사를 모시고 있다.
어려서부터 학문에 힘써 온 대군은 문장은 물론 활쏘기와 격구 또한 잘하고 음률과 산수에 밝아 특히 부왕의 총애를 받았다. 무안대군에 대한 제사를 받드는 봉사손으로서 안암동(사당말)에 무안대군의 사당을 짓고 그 후 7년간을 기거하였다. 동지중추부사 신자수(申自守)의 딸과 결혼하여 영순군 부(溥)를 두었으나 세종 26년(1444년) 창진(瘡疹)을 앓다가 세상을 떠났다. 시호(諡號)는 장의(章懿)로 장(章)은 경신고명(敬愼高明)을, 의(懿)는 온유현선(溫柔賢善)을 의미한다.
광평대군의 묘는 처음에 경기도 광주 서촌 학당리(현 강남구 삼성동 선릉 부근)에 있었는데 연산군 원년(1495년) 3월 이곳이 성종의 왕릉인 선릉(宣陵) 터로 정해지면서 광수산(光秀山)의 지금 위치로 이장되었다.
광평대군과 부인 신씨의 묘소는 높은 언덕 위에 각각의 무덤으로 되어 있다. 장대석으로 단을 쌓은 위에 봉분이 놓여 있고, 그 아래에 묘비와 낮은 받침돌을 둔 혼유석(魂遊石)이 갖춰져 있다. 하단에는 2기의 장명등(長明燈)과 우측에 신도비(神道碑), 그리고 또 한 단 아래 좌우로 문인석(文人石) 2구가 세워져 있다. 이와 같이 단을 쌓은 위에 봉분이 있는 양식은 양녕대군이나 효령대군의 묘소에서는 볼 수 없는 특이한 것으로, 조선 초기 대군묘(大君墓)의 규모나 규범을 참고하는 데 매우 귀중한 자료라고 할 수 있다. 그러나 신도비는 명종 7년(1574년)에 세운 것으로 비문은 심의겸(沈義謙)이 짓고, 두전(頭篆)은 박렴(朴簾)이 썼다.
대군의 묘 아래에 있는 제각(祭閣)의 동쪽에는 '廣州治西光秀山李氏世葬記(광주치서광수산이씨세장기)'란 이름의 세장기비(世葬記碑)가 있다. 이는 숙종 21년(1695년)에 조사한 186기 무덤의 위치를 조사한 내용을 평양부윤(平壤府尹)을 지낸 후손 이유(李濡)가 짓고, 이담(李湛)이 쓴 것을 비석에 새긴 것으로 가족 묘소로서의 오래고도 광대한 면모를 알려주는 매우 중요한 자료이다.
이 묘역은 서울이나 근교에 현존하는 왕손의 묘역 중 가장 원형에 가까운 것이며, 분묘와 비석, 그리고 부속물들은 조선시대 분묘 내지 석비 등을 이해하는 데 중요한 학술적 가치가 있다.

## 같이 보기
- 광평대군

## 참고 자료
- 전주 이씨 광평대군파 묘역 - 국가유산청 국가유산포털
- 본 문서에는 서울특별시에서 지식공유 프로젝트를 통해 퍼블릭 도메인으로 공개한 저작물을 기초로 작성된 내용이 포함되어 있습니다.